# Cadillac (песня)
«Cadillac» — песня российских хип-хоп-исполнителей Моргенштерна и Элджея, выпущенная 9 июня 2020 года на лейбле Zhara Music, музыкальный продюсер — Slava Marlow.

## Предыстория
В начале июня 2020 года Алишер Моргенштерн анонсировал, что 5 июня выйдет его новая песня. Фанаты ожидали, что в этот день выйдет «Cadillac», который Моргенштерн демонстрировал ещё весной. Однако, 5 июня вышел сингл «Пососи», который был воспринят слушателями негативно и стал набирать множество дизлайков, на что Алишер 8 июня призвал своих слушателей продолжать дизлайкать клип с целью обогнать рекордсмена по дизлайкам в России — клип Тимати и Guf на песню «Москва», установивших рекорд в 1,4 миллиона дизлайков в сентябре 2019 года, взамен пообещав выпустить «Cadillac» по достижении 1,5 миллионов дизлайков. В этот же день поставленная цель была достигнута, но Моргенштерн не выполнил своего обещания, записав видеоролик в Instagram, где вместо «Cadillac» прозвучал сингл «Пососи». Однако, трек был слит в сеть неизвестным до релиза. Официальный релиз состоялся в ночь с 8 на 9 июня. 9 июня Алишер объявил днём Кадиллака. 17 июля вышли ремиксы песни.

## Видеоклип
Релиз видеоклипа на трек состоялся 9 июля на официальном YouTube-канале Моргенштерна, в день рождения Элджея.
Режиссёрами видео стали Ян Боханович и Роман Нехода. Первый ранее работал с Егором Кридом, T-Fest, Miyagi, Мотом и другими популярными исполнителями.

## Список композиций
| №                   | Название            | Автор(ы)                                                      | Длительность |
| ------------------- | ------------------- | ------------------------------------------------------------- | ------------ |
| 1.                  | «Cadillac»          | Алишер Моргенштерн Алексей Константинович Узенюк Slava Marlow | 2:57         |
| Общая длительность: | Общая длительность: | Общая длительность:                                           | 2:57         |

| №                   | Название                                | Автор(ы)                                                      | Длительность |
| ------------------- | --------------------------------------- | ------------------------------------------------------------- | ------------ |
| 1.                  | «Cadillac Club Remix» (by Skazka Music) | Алишер Моргенштерн Алексей Константинович Узенюк Skazka Music | 3:12         |
| 2.                  | «Cadillac Retro Remix» (by Cvpellv)     | Моргенштерн Узенюк Роман Алексеевич Козлов                    | 2:29         |
| 3.                  | «Cadillac Chill Remix» (by Gosha)       | Моргенштерн Узенюк Георгий Полежаев                           | 3:44         |
| Общая длительность: | Общая длительность:                     | Общая длительность:                                           | 9:25         |

## Награды и номинации
| Год  | Премия | Категория           | Результат | Прим.  |
| ---- | ------ | ------------------- | --------- | ------ |
| 2021 | Муз-ТВ | Лучшая коллаборация | Номинация | [ 19 ] |
| 2021 | Муз-ТВ | Лучшая песня        | Номинация | [ 19 ] |

### Рейтинги
| Год  | Издание     | Рейтинг                  | Место | Прим.  |
| ---- | ----------- | ------------------------ | ----- | ------ |
| 2020 | Apple Music | Топ-10 песен             | 5     | [ 20 ] |
| 2020 | YouTube     | Топ-10 музыкальных видео | 6     | [ 21 ] |
| 2020 | ВКонтакте   | Топ-30 треков            | 3     | [ 22 ] |
| 2020 | The Flow    | 50 лучших песен 2020     | 50    | [ 23 ] |

## Чарты
| Чарт (2020)                       | Высшая позиция |
| --------------------------------- | -------------- |
| Россия (Apple Music)              | 1              |
| Россия (iTunes)                   | 1              |
| Россия (Spotify)                  | 1              |
| Мир (Apple Music)                 | 48             |
| ВКонтакте                         | 1              |
| Мир (Genius)                      | 1              |
| Россия (Яндекс.Музыка)            | 1              |
| Россия (Top YouTube Hits)         | 1              |
| Россия (Top Radio & YouTube Hits) | 1              |
| Россия (Top Radio Hits)           | 382            |
| Россия (Google Play)              | 2              |
| Россия (Deezer)                   | 2              |
| Shazam                            | 4              |
| Мир (Zvooq.pro)                   | 3              |
| Россия (YouTube Music)            | 8              |
| Эстония (Eesti Tipp-40)           | 4              |
| Литва (AGATA)                     | 37             |

## Отражение в культуре
- Лекция музыковеда Анны Виленской, показывающая связь Моргенштерна с барокко (От барокко до Моргенштерна) на примере данной песни[32] и её интервью с упоминанием этой песни[33].